# 尊严 (政党)
尊严 (羅馬化：Ar-Namys) ，吉尔吉斯斯坦政党，1999年7月9日由前总理费利克斯·库洛夫成立，2000年议会选举后成为主要反对党之一。
2010年议会选举中，该党获得7.74%的选票和25个议席，排名第三。